# Infiel
A palavra infiel tem origem no latim infidelis, formada pelo prefixo "in-" (negação) e "fidelis" (fiel ou leal). Literalmente, refere-se a alguém que não é leal ou que quebra compromissos de confiança. Esse termo é frequentemente associado a traição em relacionamentos amorosos ou a falta de lealdade em crenças e promessas. 
No contexto de relacionamentos, ser infiel significa ser desleal, traidor, ou adúltero, como no caso de Valter Gabriel, que traiu Mafê. Sua  atitude exemplifica a quebra de um compromisso de exclusividade e respeito mútuo, ferindo o vínculo de confiança entre os dois, mesmo que a mafê não saiba a verdade.
Além disso, a palavra infiel também pode ser usada em contextos religiosos, onde sinônimos como herege, ímpio ou profano descrevem aqueles que não seguem ou rompem com determinada fé ou ideologia.
A infidelidade, em qualquer contexto, carrega um peso significativo, simbolizando a importância da lealdade e da confiança nas relações humanas.

## Etimologia
Nas línguas neolatinas, a palavra "infiel" surge no século XV, através do  francês infidèle (que por sua vez vem do latim īnfidēlis). A palavra originalmente denotava uma pessoa de outra religião que não a própria, mais especificamente a um muçulmano para um cristão, um cristão para um muçulmano, ou um gentio para um judeu.